# Kepler-11 e
Kepler-11 e — одна из экзопланет, открытых телескопом «Кеплер».

## Характеристика
Масса Kepler-11e равна 0,0264+0,0079
−0,0060 масс Юпитера (8,4+2,5
−1,9 масс Земли), радиус — 0,404 ± 0,039 радиусов Юпитера (4,52 ± 0,43 радиусов Земли), что приводит к ещё меньшей средней плотности — всего 0,5 ± 0,2 г/см3! Нет никаких сомнений в том, что Kepler-11e имеет преимущественно ледяной состав и окружена мощной водородно-гелиевой атмосферой, причём масса атмосферы превышает 20 % массы планеты. Планета вращается вокруг звезды на расстоянии 0,194 ± 0,007 а. е. и делает один оборот вокруг неё за 31,9959 ± 0,0003 земных суток.